# Marie Tuck
Marie Tuck née le 5 septembre 1866 à Mount Torrens (en), dans l'État de Australie-Méridionale, et morte le 3 septembre 1947 à Glen Osmond, banlieue d'Adélaïde, est une artiste peintre australienne.

## Biographie
Marie Anne Tuck naît le 5 septembre 1866, à Mount Torrens, dans l'État d'Australie-Méridionale, du mariage d'Edward Starkey Tuck, enseignant, et d'Amy Taylor, tous deux natifs d'Angleterre.
Elle étudie l'art à la Norwood Art School de James Ashton, à partir de 1886. Elle travaille chez un fleuriste la journée et suit ses cours le soir. 
Elle devient membre exposante du Adelaide Easel Club et commence à donner des cours de peinture le soir afin de pouvoir poursuivre ses études à Paris. 
Elle déménage à Perth en 1896 où elle enseigne des cours de peinture et de dessin à la Perth Art School tout en continuant à travailler comme fleuriste. Elle travaille également dans un studio de photographie en 1899.
En 1906, elle part pour Paris où elle travaille avec l'artiste Rupert Bunny. Pendant son séjour en France, elle passe des étés en Bretagne, où elle peint la vie de village. Elle rejoint l'école des peintres d'Étaples jusqu'au début de la Première Guerre mondiale. 
Elle expose certaines de ces peintures comme à la 11e exposition fédérale de la South Australian Society of Arts en 1908, ainsi qu'au Salon des artistes français à Paris de 1908 à 1912, elle y reçoit une mention honorable pour l'un de ses tableaux, Toilette de la Mariée. Elle expose aussi au Salon d'Étaples en 1907. 
Elle retourne en Australie au début de la Première Guerre mondiale et s'installe en Australie du Sud, où elle enseigne à la South Australian School of Arts and Crafts. En 1909, elle est élue membre de l'Art Society of New South Wales. Elle expose à Adélaïde et à la Broken Hill Art Gallery.
Les thèmes de sa peinture sont les scènes de village et de campagne françaises, les paysages urbains du vieux Perth et du vieux Fremantle, des vues de Margaret River et de la rivière Swan, ainsi que des études sur la flore indigène, en particulier les fleurs sauvages et les fruits.
En 1940, elle est victime d'un accident vasculaire cérébral, mais continue à peindre jusqu'à sa mort le 3 septembre 1947 à Glen Osmond, banlieue d'Adélaïde.

## Œuvres dans les collections publiques
- Étaples, musée Quentovic d'Étaples : 
  - Portrait d'un homme, 1912, huile sur toile[3]
  - Portrait d'une femme, 1912, huile sur toile[4]
  - Breton Woman, huile sur toile[5]